# Myriophyllum drummondii
Myriophyllum drummondii är en slingeväxtart som beskrevs av George Bentham. Myriophyllum drummondii ingår i släktet slingor, och familjen slingeväxter. Inga underarter finns listade i Catalogue of Life.